# Arthur Harnden
Arthur Harnden (Arthur Harold „Art“ Harnden; * 20. Mai 1924 in Yoakum, Lavaca County, Texas, USA; † 30. September 2016 in Corpus Christi, Texas, USA) war ein US-amerikanischer Sprinter, der sich auf die 400 Meter spezialisiert hatte.

## Leben
Arthur Harnden wuchs auf der Familienfarm in Yoakum auf. Er ging zu den United States Army Air Forces und war mit der Eighth Air Force in England stationiert. Während des Zweiten Weltkrieges flog er in 23 Einsätzen über Deutschland. Nach diesem Krieg kehrte er zu der Texas A&M University zurück, um sein Examen zu machen.
Bei den Olympischen Spielen 1948 in London bildete er zusammen mit Cliff Bourland, Roy Cochran und Mal Whitfield das US-amerikanische Team in der 4-mal-400-Meter-Staffel, das in 3:10,4 min mit mehr als vier Sekunden Vorsprung vor Frankreich die Goldmedaille gewann. Dabei war Harnden der Startläufer.
Als Einzelläufer über 400 Meter war er nicht am Start. Die USA waren in London über 400 Meter mit Mal Whitfield, David Bolen und George Guida vertreten, die alle drei das Finale erreichten.
Die Spiele in London waren seine einzige Olympiateilnahme. Seine Bestzeit von 47,3 s erzielte er 1948 als Dritter bei den US-Meisterschaften.
Harnden wurde 1966 in die Athletic Hall of Fame der Texas A&M University aufgenommen. Er arbeitete 40 Jahre für Texaco und 21 Jahre für Walmart.